# Perrysville (Indiana)
Perrysville ist eine Town in der Helt Township des Vermillion County im Bundesstaat Indiana in den Vereinigten Staaten. Bei der Volkszählung 2020 hatte die Stadt 456 Einwohner und damit genausoviele wie beim Zensus 2010.

## Geschichte
Perrysville wurde 1825 am Westufer des Wabash River nach der Vermessung und Kartierung durch einen James Blair gegründet. Die Stadt ist nach dem Marineoffizier Oliver Hazard Perry, unter dessen Führung die Amerikaner die Schlacht auf dem Eriesee gewannen, benannt. Der Ort war ein lokales Zentrum für den Versand von Produkten auf Flachbooten über den Wabash River, den Ohio River und den Mississippi nach New Orleans und war auch in der Lage, schwere Ausrüstungen und Waren auf Dampfbooten zu be- und entladen. Vor dem Aufkommen der Eisenbahn in der zweiten Hälfte des 19. Jahrhunderts sorgte die Lage der Stadt am Fluss für eine aufstrebende Gemeinde. Perrysville galt damals als die größte Stadt zwischen Chicago und Terre Haute. Der Bau des Wabash- und Erie-Kanals verstärkte seine Bedeutung noch weiter. Schleusen ermöglichten es, Boote über den Fluss in die Stadt zu schleppen. Hier kreuzten sich verschiedene Straßen, darunter eine mautpflichtige Straße von Danville nach Westen und der Verkehr mit Postkutschen nahm zu. Mit dem Bau von Eisenbahnstrecken ging der Warenverkehr vom Fluss auf die Eisenbahn über und da die Stadt an keine Bahnstrecke angeschlossen wurde, verlor Perrysville an Bedeutung.
Seit 1827 besitzt Perrysville ein Postamt.

## Geographie

Karte von Perrysville

Perrysville befindet sich im nördlichen Teil des Vermillion County rund neun Kilometer von der Staatsgrenze zu Illinois entfernt. Durch den Ort führt die Indiana State Road 32, die rund einen Kilometer östlich der Ortsmitte von der vierspurigen Indiana State Road 63 gekreuzt wird. Bis zur nördlich verlaufenden Interstate 74 (Davenport–Cincinnati) sind es acht Kilometer. Die nächstgelegene Mittelstadt ist das 21 km entfernte Danville in Illinois, bis zur Großstadt Indianapolis sind es etwa 130 Kilometer. Perrysville hat eine Gesamtfläche von 0,66 km².

## Demographie
Nach der Volkszählung von 2010 lebten in der Stadt 456 Menschen in 184 Haushalten und 127 Familien. Die Bevölkerungsdichte betrug 691 Einwohner je km². Die Bevölkerung der Stadt bestand zu 98,2 % aus Weißen, zu 0,4 % aus Afroamerikanern, zu 0,2 % aus Asiaten und 1,1 % aus anderen ethnischen Bevölkerungsgruppen. 0,2 % der Bevölkerung waren spanischer oder lateinamerikanischer Abstammung.
Von den 184 Haushalten hatten 32,1 % Kinder unter 18 Jahren, 52,7 % waren verheiratete Paare. 13,0 % der Haushalte hatten einen weiblichen Haushaltsvorstand ohne Ehemann, 3,3 % einen männlichen Haushaltsvorstand ohne Ehefrau und 30,0 % waren keine Familien. 28,3 % aller Haushalte bestanden aus Einzelpersonen. 12,5 % der Einwohner hatten jemanden, der allein lebte und 65 Jahre oder älter war. Die durchschnittliche Haushaltsgröße betrug 2,48 und die durchschnittliche Familiengröße 3,00.
Das Durchschnittsalter in der Stadt betrug 40,2 Jahre. 25,0 % der Einwohner waren jünger als 18 Jahre; 7,9 % waren zwischen 18 und 24 Jahre alt; 24,4 % waren 25 bis 44; 26,4 % waren 45 bis 64; und 16,4 % waren 65 Jahre alt oder älter. Die geschlechtsspezifische Zusammensetzung der Stadt betrug 45,6 % Männer und 54,4 % Frauen.